# Port Longuet
Port Longuet a été un important port fluvial sur la Seine situé à Viry-Châtillon (Essonne), exemplaire du processus d'urbanisation de la région parisienne.

## Histoire
Dès le XVIIe siècle, le port de Châtillon, alors paroisse indépendante située en bord de Seine, connait un trafic notable. Il s'agit surtout de transporter des céréales vers Paris.
Au XIXe siècle, un port important est créé sur les quais de la Seine. Il est lié à l'implantation en 1865 de la société Piketty Frères, spécialisée dans l'extraction de la pierre meulière des carrières de Viry, Morsang et Grigny. La pierre est acheminée en péniche vers Paris et au-delà par l'Oise et les canaux. Le port alors communal rapporte à l'époque en moyenne 4000 à 5 000 francs or. Il est utilisé également par plusieurs industriels. En bord de Seine se regroupent des mariniers et charpentiers de bateaux français, belges, italiens.

## Les frères Longuet
Octave Longuet (1888-1944), officier d'artillerie de réserve et photographe, crée à Viry après la 1re guerre mondiale une usine de matériaux de construction qui utilise beaucoup de sable. En 1934 avec son frère il crée Port Longuet qui devient un des plus importants ports fluviaux de l'Ile-de-France. Octave est assassiné avec son fils par les allemands en 1944. 
Son frère Henri Longuet se joint à lui et fera une belle carrière politique mais aussi d'industriel et aménageur. Chef d'entreprise et maire de Viry-Châtillon, il va développer Port Longuet. Plus de 200 ouvriers y travaillent  en 1961. Avec les silos à grains, il devient un port céréalier important et permet des livraisons de charbon, de métal pour Bouchon Couronne, de latex pour l'usine du Caoutchouc soit un trafic journalier de plus de 3 000 t. Après 1970 le trafic fluvial décline. En 1981 Port Longuet cesse son activité.
Le maire, Henri Longuet, fait racheter les sablières et ballastières par la commune ou des sociétés d'économie mixte. L'ensemble aquatique  est alors réutilisé pour les sports nautiques ou comblé  pour édifier des écoles ou des immeubles.

## Sources
- [PDF] http://www.viry-wokingham.fr/0-2-Le-Jumelage/4-VIRY-CHATILLON/Au-fil-des-chemins-de-viry.pdf